# Moja Angelika
Moja Angelika – film z 1999 roku w reżyserii Stanisława Kuźnika. W roli tytułowej wystąpiła Monika Kwiatkowska. Grzegorz Ciechowski napisał do filmu piosenkę "Moja Angelika".
Film jest oparty na autentycznych wydarzeniach z 1996 roku.

## Opis fabuły
Głównych bohaterów, Angelikę (Monika Kwiatkowska) i Marka (Radosław Pazura) poznajemy na balu maturalnym. Rano dochodzi między nimi do zbliżenia, jednak niedługo po tym muszą się rozstać - Marek wraca do jednostki, a Angelika do Niemiec do pracy sezonowej w ogrodnictwie.
Mija kilka miesięcy. Angelika wraca do Polski. Niestety praca w ogrodnictwie była tylko przykrywką dla nierządu. Dziewczyna nie chce dłużej utrzymywać kontaktów ze swoim narzeczonym. Poza tym dowiaduje się, że w czasie jej nieobecności ojciec zmarł na zawał. Jednak przeszłość nie daje o sobie zapomnieć. Jej były pracodawca, Marcus, wraca wraz z Alkiem i prostytutką Kariną.

## Obsada
- Monika Kwiatkowska – Angelika Kujawa
- Radosław Pazura – Marek, chłopak Angeliki
- Maria Ciunelis – Matka Angeliki
- Olaf Lubaszenko – Andrzej Kulik, szef grupy pościgowej
- Ewa Telega – Karina, prostytutka i pomocnica Marcusa
- Krzysztof Kołbasiuk – major Żandarmerii Wojskowej
- Małgorzata Socha – dziewczyna szukająca pracy w Niemczech
- Andrzej Precigs – Marcus Popiołek, organizator "pracy" w Niemczech
- Jacek Poniedziałek – Alek, człowiek Marcusa
- Jerzy Nasierowski − Żebrak
- Sławomir Majcher
- Daria Trafankowska – gospodyni
- Piotr Zelt – Brat Marka
- Olga Sawicka – policjantka Joanna
- Lech Łotocki – Ojciec Angeliki
- Jerzy Nasierowski – Żebrak na dworcu
- Zbigniew Moskal
- Ilja Zmiejew – Gangster
- Jerzy Łazewski – policjant
- Grzegorz Emanuel – Gangster
- Andrzej Szenajch – Gospodarz domu - bazy grupy pościgowej
- Piotr Garlicki – policjant Solecki
- Krzysztof Kiersznowski – gangster
- Jerzy Słonka – członek grupy dochodzeniowej oglądający kasety video
- Zofia Tomaszewska-Charewicz